# Erlach (ätt)

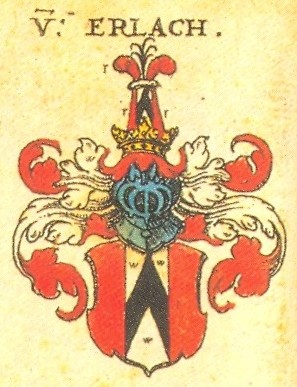
Ätten Erlachs vapen.

Erlach är en schweizisk adelsätt, som kan följas tillbaka till 1200-talet och har spelat en framträdande roll, särskilt i Berns historia.
Ätten har framför allt utmärkt sig som militärer. Mest betydande var Johann Ludwig von Erlach.
Ätten har spridit sig till Österrike, Estland, Sverige, Tyskland, Frankrike samt USA.
Alla med efternamnet Erlach, Äärlaht och Zing härstammar från denna ätt.[källa behövs]

## Kända personer
- Rudolf von Erlach (ca. 1299–1360), Anführer in der Schlacht bei Laupen
- Diebold von Erlach (1541–1565), erster Schweizer in Amerika
- Burkhard von Erlach (1566–1640), deutscher Jurist und Hofmarschall
- Johann Ludwig von Erlach (1595–1650), Staatsmann
- Sigmund von Erlach (1614–1699), Anführer der Berner Truppen im Schweizer Bauernkrieg und im Ersten Villmergerkrieg
- Sigmund von Erlach (1671-1722) Kommandeur der Schweizer Garde am preußischen Hof
- Hieronymus von Erlach (1667–1748), Reichsgraf, österreichischer Feldmarschallleutnant
- August Leberecht von Erlach, Hofmarschalls in Anhalt-Bernburg
- Albrecht Friedrich von Erlach (1696-1788), Reichsgraf, Oberst und Schultheiss
- Friedrich August von Erlach (1721-1801), königlich preußischer Generalleutnant
- Karl Ludwig von Erlach (1746–1798), Reichsgraf, General
- Ingeborg von Erlach-Heuer, Künstlerin